# Lávka Bečva 1
Lávka Bečva 1, je železobetonová lávka pro pěší a cyklisty přes řeku Bečva. Nachází se také mezi obcemi Ústí a Černotín v okrese Přerov v pohoří Podbeskydská pahorkatina a v Olomouckém kraji.

## Historie a popis
Lávka byla slavnostně otevřena dne 29. června 2023 a stala se součástí cyklostezky Bečva. Díky lávce se cyklisté jedoucí od Hranic na Valašské Meziříčí vyhnou „nebezpečnému“ úseku místní evropské silnice E442. Lávka je smontovaná ze 46 betonových segmentů zavěšených na ocelových táhlech upevněných dvěma ocelovými lany. Obě lana jsou připevněna na dvou betonových pylonech tvaru písmena „V“ dobře viditelných zdálky. Most má délku cca 140 m a šířku komunikace pro pěší a cyklisty 3,5 m. Pylony jsou vysoké 20 m. Založení stavby mostu bylo kvůli štěrkovému podloží řeky Bečvy technicky poměrně náročné. Investorem stavby bylo sdružení Mikroregion Hranicko.

## Galerie

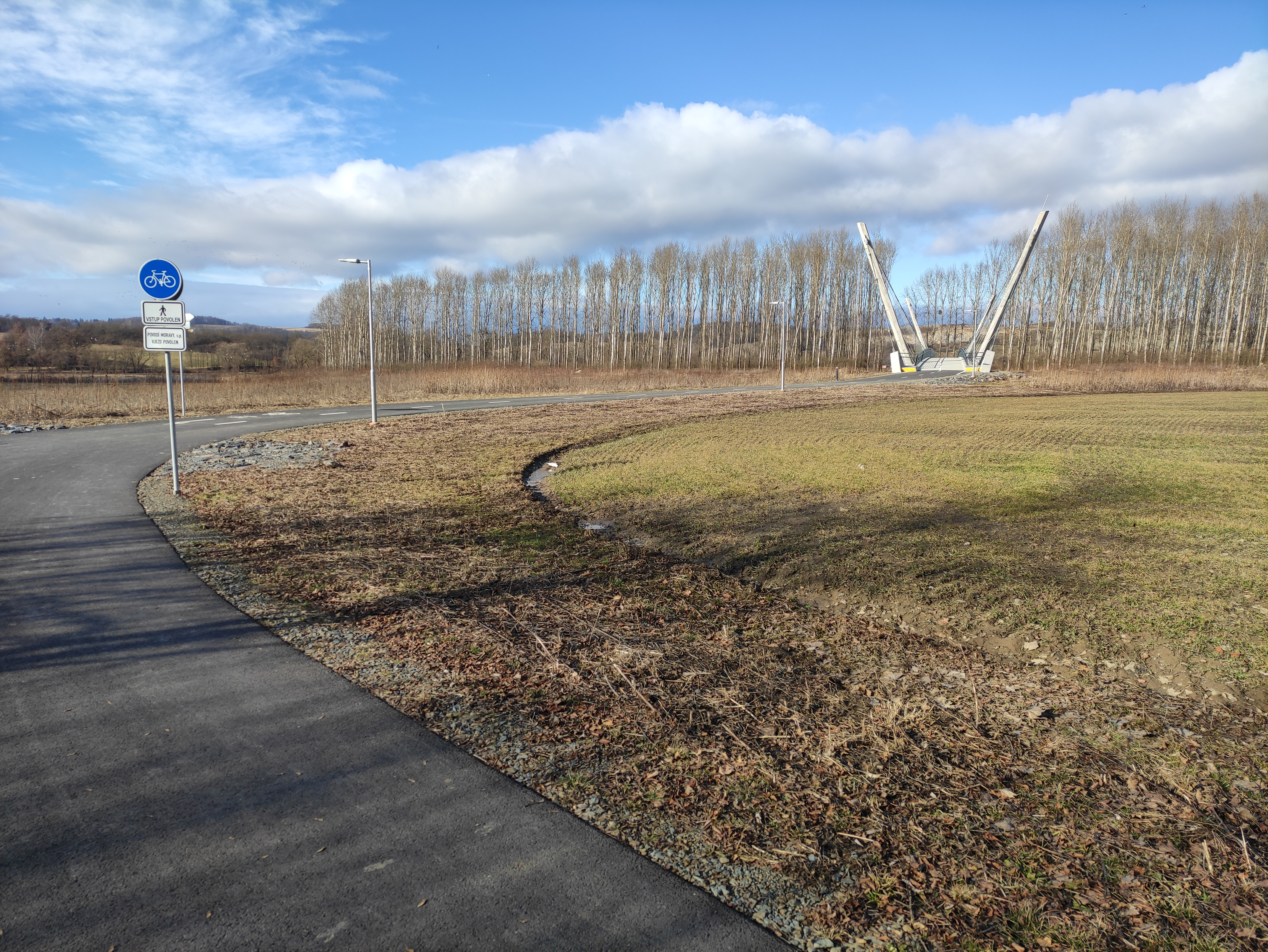

## Další informace
Lávka je celoročně volně přístupná.